# Kelly
Kelly — метеорит-хондрит масою 44300 грам.